# Loredana Cannata
Loredana Cannata (Ragusa, 14 de juliol de 1975) és una actriu i activista italiana.

## Biografia
Després d'estudiar art dramàtic, va ser intèrpret teatral d'alguns espectacles extrets de les obres de Luigi Pirandello (Liolà), Eurípides (Les troianes) i Arthur Schnitzler (La ronda). L'any 1999 va debutar al cinema on va aconseguir el paper protagonista a la pel·lícula La donna lupo  d'Aurelio Grimaldi, on va protagonitzar seqüències sexuals molt fortes. Entre els seus altres treballs per a la gran pantalla es troben Maestrale (2000), Senso '45 de Tinto Brass, Sotto gli occhi di tutti de Nello Correale, i Un mondo d'amore d'Aurelio Grimaldi, tots el 2002. Ha treballat en nombroses sèries de televisió a Mediaset i Rai: La voce del sangue, Giochi pericolosi, Tutto in quella notte, Il bello delle donne, Exodus - Il sogno di Ada, Provaci ancora prof!, Finalmente a casa, Finalmente Natale, La caccia.
Del 2003 al 2013 ha estat protagonista juntament amb Sebastiano Somma de la sèrie de televisió de Rai 1 Un caso di coscienza. Entre el 2005 i el 2006 va rebre una invitació a la segona edició de Ballando con le stelle, on fa de parella amb Samuel Peron. El 2012 va tornar a la gran pantalla amb Magnifica presenza, interpretant una casting, sota la direcció de Ferzan Özpetek i el 2014 fou escollita com única actriu italiana pel director oscaritzat Paolo Sorrentino a Youth - La giovinezza.
Sempre ha alternat la seva feina com a actriu amb la seva passió cívica, perquè durant molts anys ha estat activista, en diversos fronts. És president de l'associació "Sesto Sole", a través de la qual porta a terme projectes de salut a les comunitats indígenes zapatistes de Chiapas, al sud de Mèxic. L'any 2003 és autora i directora del documental Insurgentes, dedicat a la Resistència Zapatista. L'any 2006 és productora i intèrpret d'un altre documental sobre la lluita zapatista i la cooperació des de baix i per al baix titulat L'alba del Sesto sole.
També és una vegana i animalista convençuda.

## Filmografia

### Cinema
- Maestrale, de S. Cecca (1998)
- La donna lupo, d'Aurelio Grimaldi (1999)
- Not registered, dirigida per Nello Correale (1999)
- Ustica - Una spina nel cuore, dirigida per Romano Scavolini (2001)
- Gabriel, dirigida per Maurizio Angeloni (2001)
- Senso '45, dirigida per Tinto Brass (2002)
- Sotto gli occhi di tutti, dirigida per Nello Correale (2003)
- Un mondo d'amore, dirigida per Aurelio Grimaldi (2003)
- Monógamo sucesivo, dirigida per Pablo Basulto (2006)
- Albakiara - Il film, dirigida per Stefano Salvati (2008)
- Magnifica presenza, dirigida per Ferzan Özpetek (2012)
- Youth - La giovinezza, dirigida per Paolo Sorrentino (2015)
- Metti una notte, dirigida per Cosimo Messeri (2017)
- Napoli velata, dirigida per Ferzan Özpetek (2017)
- Bloody Shadow, dirigida per David Giovannoni (2018)
- Non è vero ma ci credo, dirigida per Stefano Anselmi (2018)
- Scarlett, dirigida per Luigi Boccia (2018)
- La dea fortuna, dirigida per Ferzan Özpetek (2019)
- Fade Out, dirigida per Mirko Virgili (2021)

### Televisió
- Villa Ada, dirigida per Pier Francesco Pingitore - film TV (1999)
- La casa delle beffe, dirigida per Pier Francesco Pingitore - minisèrie de televisió (2000)
- Giochi pericolosi, dirigida per Alfredo Angeli - Film TV (2000)
- La voce del sangue, dirigida per Alessandro Di Robilant - minisèrie de televisió (2001)
- Il bello delle donne 2, dirigida per Gianni Dalla Porta, Luigi Parisi, Maurizio Ponzi i Giovanni Soldati - sèrie de televisió (2002)
- La squadra 3, diversos directors - sèrie de televisió (2002)
- Un caso di coscienza, dirigida per Luigi Perelli - sèrie de televisió (2003)
- Il bello delle donne 3, dirigida per Maurizio Ponzi i Luigi Parisi - sèrie de televisió (2003)
- Madame, dirigida per Salvatore Samperi - minisèrie de televisió (2004)
- La caccia, dirigida per Massimo Spano - minisèrie de televisió (2005)
- Un caso di coscienza 2, dirigida per Luigi Perelli - sèrie de televisió (2005)
- Finalmente Natale, dirigida per Rossella Izzo - film TV (2007)
- Exodus - Il sogno di Ada, dirigida per Gianluigi Calderone - minisèrie de televisió (2007)
- Finalmente a casa, dirigida per Gianfranco Lazotti - film TV (2008)
- Provaci ancora prof 3, dirigida per Rossella Izzo - sèrie de televisió (2008)
- Un caso di coscienza 3, dirigida per Luigi Perelli - sèrie de televisió (2008)
- Un caso di coscienza 4, dirigida per Luigi Perelli - sèrie de televisió (2009)
- Viso d'angelo, dirigida per Eros Puglielli - minisèrie de televisió (2011)
- Un caso di coscienza 5, dirigida per Luigi Perelli - sèrie de televisió (2013)
- Una pallottola nel cuore, dirigida per Luca Manfredi - sèrie de televisió (2014)
- Questo è il mio paese, dirigida per Michele Soavi - sèrie de televisió (2015)
- Romanzo siciliano, dirigida per Lucio Pellegrini - sèrie de televisió (2016)
- Le fate ignoranti, dirigida per Ferzan Ozpetek - sèrie de televisió (2021)

### Varietats de TV
- Ballando con le stelle - Rai 1 (2005)

### Curtmetratges
- Buonanotte Fiorellino, dirigida per Salvatore Arimatea (2007)
- La crisi, dirigida per Francesco Cinquemani (2016)
- È stato un piacere, dirigida per Loredana Cannata (2016)
- Racconti per il cuore e la mente, dirigida per Federico Palumbo (2020)

### Documentals
- Insurgentes, dirigida per Loredana Cannata (2003)
- Monógamo sucesivo, dirigida per Pablo Basulto (2004) (Chile)
- L'alba del Sesto Sole, dirigida per Roberto Salinas (2008)
- Calvino Cosmorama, dirigida per Damian Pettigrew (2010)
- Con quella faccia da straniera, veu narrativa, dirigida per Luca Scivoletto (2012)
- Experiencia Cumbre, dirigida per M. Bujarrón i F. Palumbo (Argentina)

## Teatre
- Liolà de Luigi Pirandello (1993-1994)
- Les troianes de Euripide (1996)
- All'uscita de Luigi Pirandello (1996)
- Girotondo d'Arthur Schnitzler, dirigida per A. Marziantonio (1997)
- Orgasmica Soirée, dirigida per F. Soldi (1999)
- Benzina, dirigida per Daniele Falleri (2002)
- Per il resto tutto bene, dirigida per Claudio Boccaccini (2010-2011)
- Una donna di Ragusa - Maria Occhipinti, dirigida per Loredana Cannata (2011-2012-2015)
- (Odio) gli indifferenti 02/06/05, escrit i dirigit per Loredana Cannata (2012)
- Marilyn - Her words, monòleg escrit i dirigit per Loredana Cannata (2015-2020)
- La scomparsa di Majorana, regia de Fabrizio Catalano (2018-2021)
- Cavalleria rusticana de Giovanni Verga, dirigida per Walter Manfré